# Fanny Waterman
Dame Fanny Waterman (ur. 22 marca 1920 w Leeds, zm. 20 grudnia 2020 w Ilkley) – brytyjska pianistka i pedagog, inicjatorka i kierownik artystyczny Międzynarodowego Konkursu Pianistycznego w Leeds.
Ukończyła Royal College of Music w klasie Cyril Smith. W 1944 poślubiła dra Geoffreya de Keyser i w 1950 po urodzeniu pierwszego dziecka, porzuciła karierę koncertującej pianistki, poświęcając się nauczaniu.
W 1961 z pomocą przyjaciółki Marion Thorpe (wówczas księżnej Harewood), zainicjowała konkurs pianistyczny. Była jego dyrektorem artystycznym, od 1981 przewodniczącą jury.
Brała udział w jury konkursów pianistycznych na całym świecie, m.in. Międzynarodowego Konkursu Chopinowskiego w Warszawie (2000) czy Międzynarodowego Konkursu Bachowskiego w Lipsku (2010).

## Odznaczenia
Otrzymała OBE w 1971, CBE w 2001 oraz DBE w 2005 roku, a także doktorat honoris causa Uniwersytetu w Leeds.